# قرارداد ۱۹۱۹
قرارداد ۱۹۱۹ در ۱۷ مرداد ۱۲۹۸ خورشیدی (۱۹۱۹ میلادی) میان دولت‌‌های بریتانیا و ایران پس از هفت ماه مذاکره پنهانی دولت بریتانیا با میرزاحسن‌خان وثوق‌الدوله و پرداخت چهارصد هزار تومان رشوه قرار دادی بسته شد. بر اساس این قرارداد تقریبا تمامی امور کشوری و لشکری ایران، زیر نظر مستشاران انگلیسی و با مجوز آنان صورت می‌گرفت. این قرار داد به قرارداد «وثوق الدوله_کاکس» معروف است. به دلیل مخالفت‌های داخلی و اعتراض‌های ایرانیان و مخالفت‌های خارجی و مغایرت آن با قانون اساسی مشروطه، این قرارداد هرگز اجرا نشد. مجلس آن زمان این قرارداد را لغو کرد.

## پیشینه
از زمانی که ناپلئون بناپارت ایده فتح هندوستان با کمک الکساندر یکم (تزار روسیه) را در سر می‌پروراند، بریتانیا نگران بود که روسیه از طریق ایران و افغانستان به خاک هند دسترسی پیدا کند. قرارداد سن‌پترزبورگ (مورخ ۱۹۰۷) ایران را به دو منطقه نفوذ روسیه (شمال ایران) و منطقه نفوذ بریتانیا (جنوب ایران) تقسیم کرده بود. بعدها طبق مفاد «قرارداد سرّی قسطنطنیه» در ۱۸ مارس ۱۹۱۵، قسطنطنیه به روسیه واگذار شد و در مقابل بریتانیا اجازه یافت ایران را به منطقه تحت نفوذ خود اضافه کند.
در ۱۹۱۷، روسیه و بریتانیا سلطه و نفوذی همه‌جانبه بر ایران داشتند؛ اما انقلاب روسیه باعث شد تمام برنامه‌ریزی‌های دیپلماتیک، سیاسی و نظامی به هم بریزد. در ژوئیه ۱۹۱۷، دولت کرنسکی به یک فرمانده‌ روسی به نام ژنرال باراتوف، دستور داد که نیروهای خود را از ایران خارج کند. دولت بلشویکی ولادیمیر لنین یک قدم فراتر رفت و هرگونه قصد و ادعایی نسبت به ایران را رد کرد. در فوریه ۱۹۱۸، تروتسکی رسما اعلام کرد که تمامی معاهدات و حق امتیازهایی که تا آن زمان از سوی روسیه بر ایران تحمیل شده باطل و بلااثر است. اما دولت بریتانیا هیچ قصدی مبنی بر همراهی با روس‌ها و القای قراردادهای ۱۹۰۷ و ۱۹۱۵ را نشان نداد. لرد کرزن، وزیر امور خارجه وقت بریتانیا، در مجلس اعیان اعلام کرد که این مسئله پس از پایان جنگ جهانی اول مورد بررسی قرار خواهد گرفت.
با سقوط امپراتوری تزاری روسیه و امپراتوری عثمانی، بریتانیا نه‌تنها کنترل ایران، بلکه کنترل اغلب مناطق پیرامون ایران را در دست گرفت و تنها تهدید بالقوه برای سلطه بریتانیا در این منطقه، انقلاب بلشویکی بود. وزارت خارجه بریتانیا هراس داشت که در صورت حمله بُلشِویک‌ها به ایران، هندوستان و منطقه بین‌النهرین هم به خطر بیافتد. کرزن در پی آن بود که از مدیترانه تا پامیر، زنجیره‌ای از کشورهای تحت نفوذ بریتانیا را ایجاد کند تا ارتباط حیاتی آنها تا مرزهای هندوستان و فراتر از آن برقرار بماند. کرزن، ایران را مهم‌ترین تکه این زنجیره و در عین حال مملکتی ضعیف و ناتوان می‌دید و بر همین اساس بریتانیا تصمیم گرفت ارتش ایران را تقویت کرده و نظم جدیدی در راستای منافع بریتانیا در این کشور برقرار سازد و برای جلوگیری از نفوذ کمونیسم، ایران را به‌عنوان کشوری حائل درآورد. در ۱۹۱۸، احمدشاه تحت فشار شدید وزیر مختار انگلیس در تهران، نجف‌قلی‌خان صمصام‌السلطنه را از نخست‌وزیری برکنار کرد و میرزاحسن‌خان وثوق‌الدوله را که طرفدار انگلیس‌ها بود به جای او گمارد. مدت کوتاهی پس از تشکیل کابینه وثوق‌الدوله، انگلیس سِر پرسی کاکس را به‌عنوان وزیر مختار خود به تهران فرستاد. کاکس علیرغم شناختی که از خاورمیانه داشت، از عمق احساسات ملی‌گرایانه در ایران ناآگاه بود.
دولت جدید وثوق‌الدوله با مشکلات فراوانی روبرو بود: خزانه مملکت خالی بود، سربازان انگلیسی در سرتاسر کشور پرسه می‌زدند، شورشیان مسلح شهرها را غارت و در جاده‌ها اقدام به راهزنی می‌کردند و بلشویک‌ها نیز در مرزهای شمالی ایران کمین کرده بودند. در این شرایط بود که انگلیس برای انعقاد قرارداد مودت و اتحاد به ایران نزدیک شد.

## مذاکرات
گفتگوها به‌طور محرمانه در تابستان ۱۲۹۸ خورشیدی (ژوئن، ژوئیه و اوت ۱۹۱۹)، بر اساس مواد تنظیم شده از لندن، با وزیرمختار بریتانیا و مشاوران سیاسی وی در ییلاق پس قلعه تهران، درجریان بود.  ایرانیان حاضر در جلسات شامل  احمدشاه  و میرزا حسن خان وثوق‌الدوله (نخست‌وزیر)، صارم‌الدوله اکبر میرزا قاجار (وزیر دارایی، پسر شاهزاده سلطان مسعود میرزا ظلّ‌السلطان)، نصرت‌الدوله فیروز میرزا قاجار (وزیر دادگستری، پسر ارشد شاهزاده عبدالحسین میرزا فرمان‌فرما) و میرزا علی خان منصورالملک (رئیس اداره بریتانیا در وزارت امور خارجه) بودند. وزیر خارجه (علی‌قلی خان انصاری مشاورالممالک) که باید در تمام گفتگوهای مربوط به سیاست خارجی شرکت می‌داشت، دعوت نشده بود. در عوض  مدیر روزنامه رعد سید ضیاءالدین طباطبایی (رئیس کابینه سیاه در کودتای ۱۲۹۹)  که رابط اصلی بین سفارت بریتانیا و نخست‌وزیر بود، در همه جلسات شرکت داشت.
در طی این روزها جسته و گریخته اخباری در روزنامه‌های رعد و ایران درباره مذاکرات منتشر می‌شد که برای مردم چندان مهم نبود، ولی پس از اعلام بستن قرارداد، که مشخص شد تمامی مذاکرات مربوط به آن در ییلاق پس‌قلعه صورت می‌گرفت، اهمیت این‌گونه خبرهای کوچک به ناگاه روشن شد. روزنامه‌خوانان تهران که این اخبار کوتاه را در روزنامه‌های رعد و ایران می‌خواندند، تصور می‌کردند که این آقایان در گرمای تابستان برای استراحت و استفاده از هوای خنک پس‌قلعه، به‌طور موقت به حومه پایتخت رفته‌اند، غافل از اینکه در پشت پرده این رفت‌وآمدها، گفتگوهایی بسیار مهم در جریان است.

## انعقاد قرارداد
در ۱۷ مرداد ۱۲۹۸ خورشیدی - ۹ اوت ۱۹۱۹ میلادی، قرارداد میان دولت‌های ایران و بریتانیا با امضای وثوق‌الدوله و سِر پِرسی کاکس بسته شد. امضاکنندگان و معدود موافقان قرارداد با توجیه نجات کشور از نابودی با توسل به دولتی قدرتمند، قرارداد را به‌صورت محرمانه به امضا رساندند. قرارداد شامل دو قسمت است که هرکدام جداگانه به امضا رسید. پیمان نخست که عنوان رسمی آن «قرارداد نظامی و سیاسی میان ایران و بریتانیا» است از یک دیباچه و شش ماده تشکیل می‌شود و قرارداد دوم دارای چهار ماده است. ماده اول قرارداد اصلی (قرارداد سیاسی و نظامی) به‌طور رسمی اعلام می‌دارد که «دولت بریتانیای کبیر به صریح‌ترین بیانی که ممکن است، قولی را که در گذشته به کَرّات به دولت ایران داده‌ است، بار دیگر به موجب این قرارداد تأیید کرده و برعهده می‌گیرد که استقلال و تمامیت ارضی ایران را محترم بشمارد».

### متن شش ماده ای قرارداد
نظر بروابط محکمه دوستی و مودت که از سابق بین دولتین‌ ایران و انگلیس موجود بوده است و نظر باعتقاد کامل باینکه‌ مسلما منافع مشترکه و اساسی هر دو دولت در آتیه تحکیم و تثبیت‌ این روابط را برای طرفین الزام مینماید و نظر بلزوم تهیه‌ وسایل ترقی و سعادت ایران بحد اعلی بین دولت ایران از یک‌ طرف و وزیر مختار اعلیحضرت پادشاه انگلستان بنمایندگی از دولت خود از طرف دیگر ، مواد ذیل مقرر می‌شود:
1. دولت انگلستان با قاطعیت هر چه تمام‌تر تعهداتی را که مکررا در سابق برای احترام مطلق استقلال و تمامیت ایران کرده است، تکرار می‌کند.[۱۴]
2. دولت انگلستان خدمات هر عده مستشار متخصص را که برای لزوم استخدام آنها در ادارات مختلفه بین دولتین توافق حاصل شود به خرج دولت ایران تهیه خواهد کرد.[۱۴]
3. دولت انگلیس به خرج دولت ایران صاحب‌منصبان، ذخایر و مهمات جدید را برای تشکیل قوه متحدالشکل که دولت ایران ایجاد آن را برای حفظ نظم در دامنه سرحدات در نظر دارد، تهیه خواهد کرد.[۱۴]
4. برای تهیه وسایل نقدی لازم به جهت اصلاحات مذکور در ماده دو و سه این قرارداد، دولت انگلیس حاضر است یک قرض کافی برای دولت ایران تهیه یا ترتیب آن را دهد.[۱۴]
5. دولت انگلستان با تصدیق کامل احتیاجات فوری دولت ایران به ترقی وسایل حمل‌ونقل که موجب تامین و توسعه می‌باشد حاضر است با دولت ایران موافقت کرده و اقدامات مشترکه ایران و انگلیس راجع به تامین حفظ راه‌آهن یا اقسام دیگر وسایل نقلیه تشویق کند.[۱۴]
6. دولتین توافق می‌کنند در باب تعیین متخصصان برای تشکیل کمیته، که تعرفه گمرکی را مراجعه و تجدیدنظر کرده و با منافع حقه مملکت و تمهید و توسعه وسایل ترقی آن تطبیق نماید. طبق این موارد در نظام آینده ایران وزرای ایرانی در هر وزارتخانه‌ای که بودند مستشاری بالای سر خود دارند که از اوامر او نمی‌توانند سرپیچی کنند و در صورت بروز اختلاف میان وزیر و مستشار به نحوی یکی از آنها باید کنار برود.[۱۴]

## رشوه‌های قرارداد
حسین مکی در کتاب تاریخ بیست ساله ایران می‌نویسد که سِر دنیس رایت، سفیر پیشین انگلستان در ایران در کتاب خود، انگلیسی‌ها در میان ایرانیان، اعتراف می‌کند که قرارداد ۱۹۱۹ بریتانیا را در امور داخلی ایران کاملا مختار می‌ساخت و عملا مانع مداخله سایر قدرت‌ها می‌شد. کرزن (وزیر خارجه وقت انگلیس) به وزیران همکارش چنین توضیح می‌داد که این قرارداد از آن رو لازم است که ایران با موقعیت حساس خود بین هندوستان و بین‌النهرین، که به تازگی تحت قیمومیت بریتانیا درآمده بود، به دامان بلشویک‌ها نیفتد. اما این قرارداد به‌زودی نه تنها در ایران، بلکه در فرانسه و ایالات متحده و شوروی مورد حمله قرار گرفت و اختفایی که در مذاکرات منتهی به آن ملحوظ گشته بود، و موضع مسلطی که قرارداد به بریتانیا تفویض می‌داشت با انتقاد شدید مواجه شد. برای ایرانیان این قرارداد در حکم تنگ‌تر شدن حلقه طنابی بود که بریتانیا به گردن ایران انداخته بود و از دیدگاه آنان قیمومیت و تسلط بیگانه با استقلال ملی همخوانی نداشت. وزیران اعیان‌زاده سه‌گانه‌ای که کرزن و کاکس (وزیر مختار بریتانیا در تهران) قرارداد را با آنان مورد مذاکره قرار داده و امضا کردند، نماینده و بیان‌کننده آرمان کشورشان نبودند و بسیاری به آنان بدگمان بودند، به‌ویژه پس از آن که همگان دانستند که آنان در ازای خوش خدمتی‌ها و زحمات‌شان پاداش سخاوتمندانه‌ای از دولت بریتانیا گرفته‌اند.
در مجموع مبلغ صد و سی و یک هزار لیره برابر با چهارصد هزار تومان (دویست هزار تومان به وثوق‌الدوله و صدهزار تومان به هر یک از وزیران) از سوی بریتانیا به عاقدان قرارداد پرداخت شد.
طبق خاطرات تقی‌زاده، صارم‌الدوله و نصرت‌الدوله هریک ۱۰۰ هزارتومان و وثوق‌الدوله مبلغ ۲۰۰ هزارتومان دریافت کرده بودند که در دوران رضاشاه با وجود تضرع و بهانه‌جویی‌های آن‌ها از ایشان پس‌گرفته می‌شود.

## مخالفت‌ها
غوغای پرداخت چنین رشوه‌ای در همان روزهای نخست پس از بسته‌شدن قرارداد در جهان پیچید. روزنامه تایمز پس از چندی نوشت:«ما یک دولت آنگلوفیل را که آفریده خودمان بود برانگیختیم که از مرزهای شمالی کشورش پشتیبانی خواهیم کرد و به یاری رشوه‌های پنهان به مبلغ یک‌صد و سی هزار پوند که از جیب مالیات دهندگان بریتانیا ربوده شده بود، کوشیدیم تا پیمان بریتانیا و ایران را به انجام برسانیم. مردم بریتانیا درباره این پول که وزارت خارجه در ۱۹۱۹ و در پی امضای این پیمان پرداخته‌است، خبر ندارند، ولی مسلمانان از آن آگاه‌اند.»
کالدول سفیر ایالات متحده آمریکا در تهران در گزارش ۲۸ اوت ۱۹۱۹ خود به وزارت امور خارجه کشورش می‌نویسد: «احساسات همگانی که برای رویارویی با پیمان برانگیخته شده، همچنان بدون هرگونه دگرگونی بر جای مانده‌است. دیروز عصر شماری از نمایندگان مجلس و وزیران پیشین و تنی چند از دیگر ایرانی‌ها ضمن دیدار با نخست‌وزیر مخالفت و اعتراض خود نسبت به قرارداد را به آگاهی او رساندند. تظاهرات خشم‌آلودی از سوی گروه‌های گوناگون مردم انجام گرفته و در برخی از مراکز استان‌ها نیز بازارها به اعتراض تعطیل گشته‌است. بسیاری از ایرانی‌ها بر این باورند که پذیرش قرارداد به منزله پایان دادن به استقلال ایران خواهد بود.»
وثوق الدوله به سرعت دریافت که واکنش‌ها تندتر از آن است که پیشتر اندیشیده بود. به درخواست او سر پرسی کاکس در ۱۷ شهریور ۱۲۹۸ برابر با ۹ سپتامبر ۱۹۱۹، نامه‌ای برای چاپ در روزنامه‌های تهران نوشت. کاکس در آن نامه مخالفان قرارداد را عده‌ای جاهل، قدرناشناس و غرض‌ورز خواند و ضمن تأکید احترام بریتانیا بر استقلال ایران به عنوان کشوری کهن‌سال از دولت وثوق‌الدوله پشتیبانی کامل کرد. وثوق‌الدوله نیز در ۹ سپتامبر حکومت نظامی اعلام کرد.
محمد خیابانی، با قرارداد وثوق‌الدوله با دولت انگلستان (قرارداد ۱۹۱۹) به مبارزه برخاست و از آنجا که حکومت مرکزی را ضعیف و وابسته می‌دید، ایجاد یک تحول اساسی در سیستم حکومت ایران و احیای آزادی را گام نخست برای ایجاد تحولات در ایران و بیرون راندن نیروهای خارجی می‌دانست. ولی برداشتن گام اول را از طریق مذاکره سیاسی امکانپذیر نمی‌شمرد و تنها راه را در جنبش و مقاومت در برابر دخالت نیروهای خارجی می‌دانست. از این رو، بعد از قبول قرارداد ۱۹۱۹ م از سوی دولت ایران، در تبریز جنبشی به راه انداخت و قیام کرده و در انتها در این راه کشته شد.
گزارش کنسول ایالات متحده در تبریز در ۲۴ سپتامبر بیان‌گر مخالفت مردم آن شهر با قرارداد است. وی گزارش می‌کند که انتشار متن قرارداد با ناخرسندی فراوان مردم از هر قشر و طبقه‌ای، به ویژه روشن‌فکرانی که آن را پیش‌درآمد چیرگی همه سویه یک کشور خارجی بر سرنوشت ایران می‌دانند، روبه‌رو شده‌است.

## مغایرت قرارداد با قانون اساسی مشروطه
تصویب این قرارداد با قانون اساسی مشروطه مغایرت داشت و در مجلس شورای ملی و بیرون مجلس با چالش جدی روبرو شد. افرادی چون مشیرالدوله پیرنیا، حاج امام جمعه خویی، ممتازالدوله، محمود افشار یزدی، حاج میرزا یحیی دولت‌آبادی، عبدالله مستوفی، محمدعلی فروغی، مستوفی الممالک و بسیاری دیگر، نهضت ضد قرارداد را که منتهی به لغو قرارداد شد؛ راه انداختند.

دکتر محمد مصدق بعدا در سخنان خود در مجلس شورای ملی (دوره ششم) در مخالفت با کابینه مستوفی‌الممالک که حسن وثوق‌الدوله وزارت دادگستری‌اش را برعهده داشت؛ در ارتباط با قرارداد ۱۹۱۹ می‌گوید: «ایشان (وثوق الدوله) برخلاف نصّ صریح این ماده، قراردادی را که با انگلیسی‌ها بسته بودند پیش از آن که به تصویب مجلس برسانند، به معرض اجرا گذاشتند… ای نمایندگان مجلس، چشم ملت ایران سیاه شد، بس که از بعضی رجال این مملکت خطاکاری و خیانت دید. ای برگزیدگان ملت، همان چشم‌ها از انتظار سفید شد از بس که محاکمه رجال خائن و وطن‌فروش را ندید!».

## تعلیق قرارداد
این قرارداد با فشارهای داخلی و بین‌المللی که اولی توسط میهن‌پرستان و دومی به واسطه تحرکات دیپلماتیک دولت‌های خارجی بود، در عمل منفعل ماند؛ مطبوعات و دستگاه تبلیغاتی فرانسه حملات شدیدی به این قرارداد و بریتانیا داشتند و سفیر آمریکا در «تهران لانسینک» اعلامیه‌ای ضد قرارداد منتشر کرد.

## دفاع از قرارداد
قرارداد ۱۹۱۹ از وثوق‌الدوله شخصیتی خیانتکار در افکار عمومی ساخت و آینده سیاسی‌اش را در آن مقطع نابود کرد. او ناگزیر به اروپا رفت اما پنج سال بعد، با دگرگون شدن عرصه قدرت، انقراض سلطنت قاجار و به پادشاهی رسیدن رضاشاه به ایران بازگشت و فعالیت سیاسی را از سر گرفت. حمایت شخصیت‌هایی چون مستوفی‌الممالک و سید حسن مدرس نیز در احیا یا به قول مصدق «پاگشایی» او مؤثر بود.
وثوق‌الدوله که حالا حسن وثوق شده‌ بود، در نخستین انتخاباتی که پس از به سلطنت رسیدن رضاشاه انجام گرفت، به نمایندگی تهران انتخاب شد اما در همان هفته‌های آغازین کار مجلس و پیش از آنکه وثوق در مجلس حضور یابد و اعتبارنامه‌اش مطرح شود، مستوفی‌الممالک او را به عنوان وزیر عدلیه به مجلس معرفی کرد (۲۹ شهریور ۱۳۰۵).
این انتخاب مستوفی‌الممالک، اعتراض و سر و صدا برانگیخت. دکتر مصدق در مجلس نطق مفصل و مستدلی علیه وثوق کرد، خواهان محاکمه او شد و او را مستحق زندان و محرومیت از حقوق مدنی دانست، نه اینکه وزیر و وکیل شود. مصدق گفت که وثوق «ضربه مهمی به اخلاق مملکت» زده‌ است و وثوق در پاسخ، مصدق را فردی عوام‌فریب خواند که در سیاست مبتدی است و باید نزد او شاگردی کند:

«محصلین و مبتدیان در سیاست در دوره تحصیلات خودشان یک دروه درس وجاهت و جنت مکان شدن لازم دارند بخوانند و ایشان [دکتر مصدق] اگر فعلاً در آن دوره از تحصیلات خودشان واقع شده‌اند، بنده عرضی ندارم ولی بنده عرض می‌کنم در دوره تحصیلات خودم، اصلاً از این کلاس صرف نظر کردم؛ یعنی از آن کلاس ما قبل طفره زدم و یکسره آمدم در ما بعد و هیچ‌وقت به این مسائل اهمیت ندادم. هر وقت بنده با شخصی که بخواهد عوام‌فریبی کند و گریه دروغی کند در مبارزه واقع شوم، قطعاً مغلوب می‌شوم و بالاخره این را باید بدانند که در مسائل عالیه مملکت آیا بایستی دماگوژی کرد یا بایستی شاگرد بنده شد».

در همین نشست معرفی وثوق به مجلس، سید حسن مدرس در دفاع از او نطق مفصلی کرد و گفت قرارداد ۱۹۱۹ «معامله فضولی» و بی‌اثر بوده و هیچ‌وقت ظهور خارجی پیدا نکرده که کسی به خاطر آن، حساب پس بدهد و باید اختلافات گذشته را کنار گذاشت و با هم کار کرد. پنج سال پیش‌تر، مدرس با همین استدلال در جلوگیری از مرگ سیاسی شریک دیگر قرارداد، نصرت‌الدوله فیروز نقش مهمی ایفا کرده و هنگامی که به اعتبارنامه نصرت‌الدوله در مجلس چهارم، اعتراض گسترده‌ای شده بود، به دفاع از او برخاسته و گفته بود: «نصرت‌الدوله از اعمال گذشته‌اش ابراز پشیمانی می‌کند و عوض شده، پس باید او را به نمایندگی پذیرفت.»، او با مذاکرات و توافق‌هایی خارج از مجلس، نمایندگان را راضی کرد به اعتبارنامه نصرت‌الدوله رأی بدهند.
وثوق‌الدوله در نشست معرفی خود به مجلس به عنوان وزیر عدلیه، در دفاع از قرارداد، با تشریح اوضاع دشوار ایران پس از پایان جنگ جهانی اول و اینکه دولت‌های قدرتمند نیز به سبب خساراتی که در جنگ دیده بودند، نمی‌توانستند کمکی به ایران کنند گفت:

«اضطرار حقیقی داعی شد که یا ما مملکت را تسلیم حوادث بکنیم و از معرکه بگریزیم، یا با مرکز واحدی که در آن موقع استمداد از آن ممکن بود [انگلیس]، داخل در مذاکره شویم و یک قراری بگذاریم. ان‌شاءالله یک‌وقتی این مسائل را در آثار محققان سیاست خواهید خواند. کتابها خواهند نوشت و آن وقت با فکر یک قدری روشن‌تری در قضایا حکم خواهید کرد».

وثوق‌الدوله پیگرد و سرکوب معترضان به قرارداد را نیز چنین توصیف کرد

«یک اشخاصی بودند که می‌خواستند شهر را شلوغ کنند و خسته شده بودند که چرا آدم‌کشی درشهر نمی‌شود. خسته شده بودند که چرا شهر امن است. می‌خواستند به هر قیمتی که شده، شهر را برهم بزنند. بنده هم به نظمیه گفتم هرکس مخل نظم است بگیرید و تبعید کنید. آنها هم گرفتند و تبعید کردند».